# بلو پویه (کورشوملییا)
بلو پویه (به صربی: Belo Polje) یک منطقهٔ مسکونی در صربستان است که در کورشوملیا واقع شده‌است. بلو پویه ۱۵۱ نفر جمعیت دارد.